# Paris-Roubaix 1924
La 25e édition de la course cycliste Paris-Roubaix a eu lieu le 6 avril 1924 et a été remportée par le Belge Jules Van Hevel.

## Classement final
|    | Cycliste          | Équipe                    | Temps               |
| -- | ----------------- | ------------------------- | ------------------- |
| 1  | Jules Van Hevel   | Wonder-Russell Cycles     | en 10 h 34 min 00 s |
| 2  | Maurice Ville     | -                         | + 0 s               |
| 3  | Félix Sellier     | Alcyon-Dunlop             | + 0 s               |
| 4  | Nicolas Frantz    | Alcyon-Dunlop             | + 0 s               |
| 5  | Henri Pélissier   | Automoto                  | + 0 s               |
| 6  | Robert Gerbaud    | -                         | + 0 s               |
| 7  | Theofiel Beeckman |                           | + 0 s               |
| 8  | Romain Bellenger  | Peugeot-Wolber            | + 0 s               |
| 9  | Adelin Benoît     | M. Buysse Cycles-Colonial | + 0 s               |
| 10 | Gérard Debaets    | Labor-Dunlop              | + 0 s               |